# نخيل الزيت الأمريكي
نخيل الزيت الأمريكي (الاسم بالاتينية:Elaeis oleifera) هو نوع من النخيل يسمى عادة زيت النخيل الأمريكي. أصلها من أمريكا الجنوبية والوسطى من هندوراس إلى شمال البرازيل.
على عكس قريبة الشجرة ايليس جيننسس، ونخيل الزيت الأفريقي، فهو نادرًا ما يتم زراعته تجاريًا لإنتاج زيت النخيل، لكن التهجين بين النوعين، يساهم بشكل رئيسي في الجهود المبذولة لتوفير مقاومة للأمراض وزيادة نسبة الأحماض الدهنية غير المشبعة في الزيت.